# Carlita's Secret
Carlita's Secret és una pel·lícula estatunidenca dirigida per George Cotayo el 2004.

## Argument
Una jove dona és barrejada malgrat ella amb el tràfic de drogues, i per escapar a la policia ha de canviar d'identitat, es fa dir Carlita i realitza el seu somni, el d'esdevenir ballarina professional. El somni de la jove és de curta durada, ja que un dia, un detectiu reobre la investigació i la nova vida de Carlita és amenaçada...Fugir de les seves responsabilitats o enfrontar-se al passat, aquest és el dilema de la ballarina!

## Premis
La protagonista, Eva Longoria, va rebre el premi a la millor actriu (en una pel·lícula d'estrena en DVD) pel seu paper de Carlita en els DVD Exclusive Awards 2005.

## Repartiment
- Eva Longoria Parker: Carlita
- Maria Bravo: Gina
- David Joseph Martinez: Manny
- Alejandra Gutierrez: Monica
- Alain Mora: Angel
- Steve Roth: Cruz
- Andy Sottilare: Ron Kastell
- Ricardo Mandini: Pablo
- Celestin Cornielle: Luis
- Jimmy Mentis: Roe
- Javier Chapa: Rico
- Jon Loina: Hernandez
- Ed Casas: Miguel Diez
- Karina Bonnefil: Karina Binnefil
- Kim Kendall: Kim Kuykendall